# Белгаум (округ)

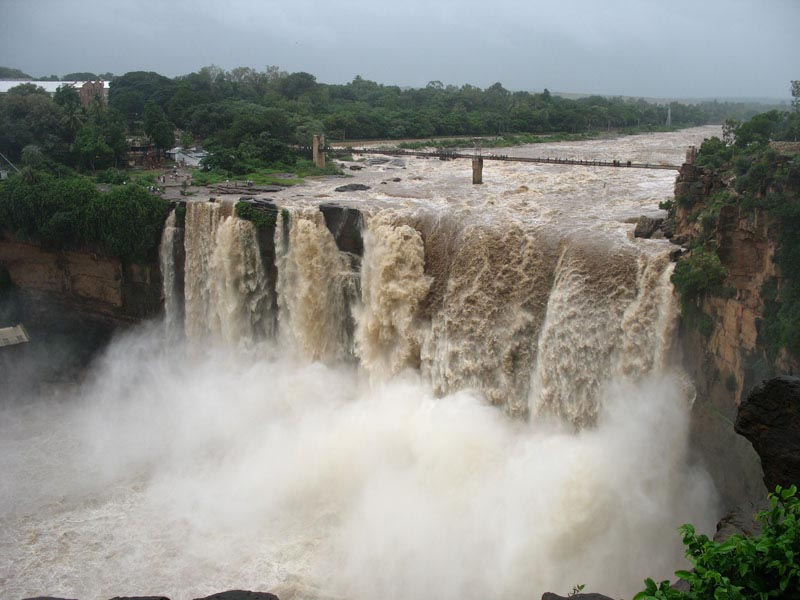
Водопад Гокак

Белга́ум (канн. ಬೆಳಗಾವಿ ಜಿಲ್ಲೆ; англ. Belgaum) — округ в индийском штате Карнатака. Образован в 1836 году. Административный центр — город Белгаум. Площадь округа — 13 415 км². По данным всеиндийской переписи 2001 года население округа составляло 4 214 505 человек. Уровень грамотности взрослого населения составлял 64,2 %, что выше среднеиндийского уровня (59,5 %). Доля городского населения составляла 24 %.